# Comté de Caledonia
Pour les articles homonymes, voir Caledonia (homonymie).
Le comté de Caledonia est situé dans le nord-est de l'État américain du Vermont. Ce comté porte le nom latin de l'Écosse, le pays d'origine de plusieurs de ses premiers résidents. Le siège du comté est Saint-Johnsbury. Selon le recensement de 2020, la population du comté est de 30 233 habitants.

## Géographie
La superficie du comté est de 1 703 km², dont 1 685 km² de terre. Le comté a un certain nombre de ruisseaux et de rivières. Le fleuve Connecticut longe le sud-est du comté et forme l'une des limites est du comté. Les villes du nord sont drainées par la rivière Passumpsic, qui est la plus importante dans le comté. Elle coule vers le sud et se jette dans le fleuve Connecticut à Barnet. Il y a une vingtaine de lacs et d'étangs d'importance dans le comté. Il y a des sources de soufre dans Wheelock, Haynesville, à Hardwick, et à Saint-Johnsbury, près de la rivière Moose

## Histoire du comté

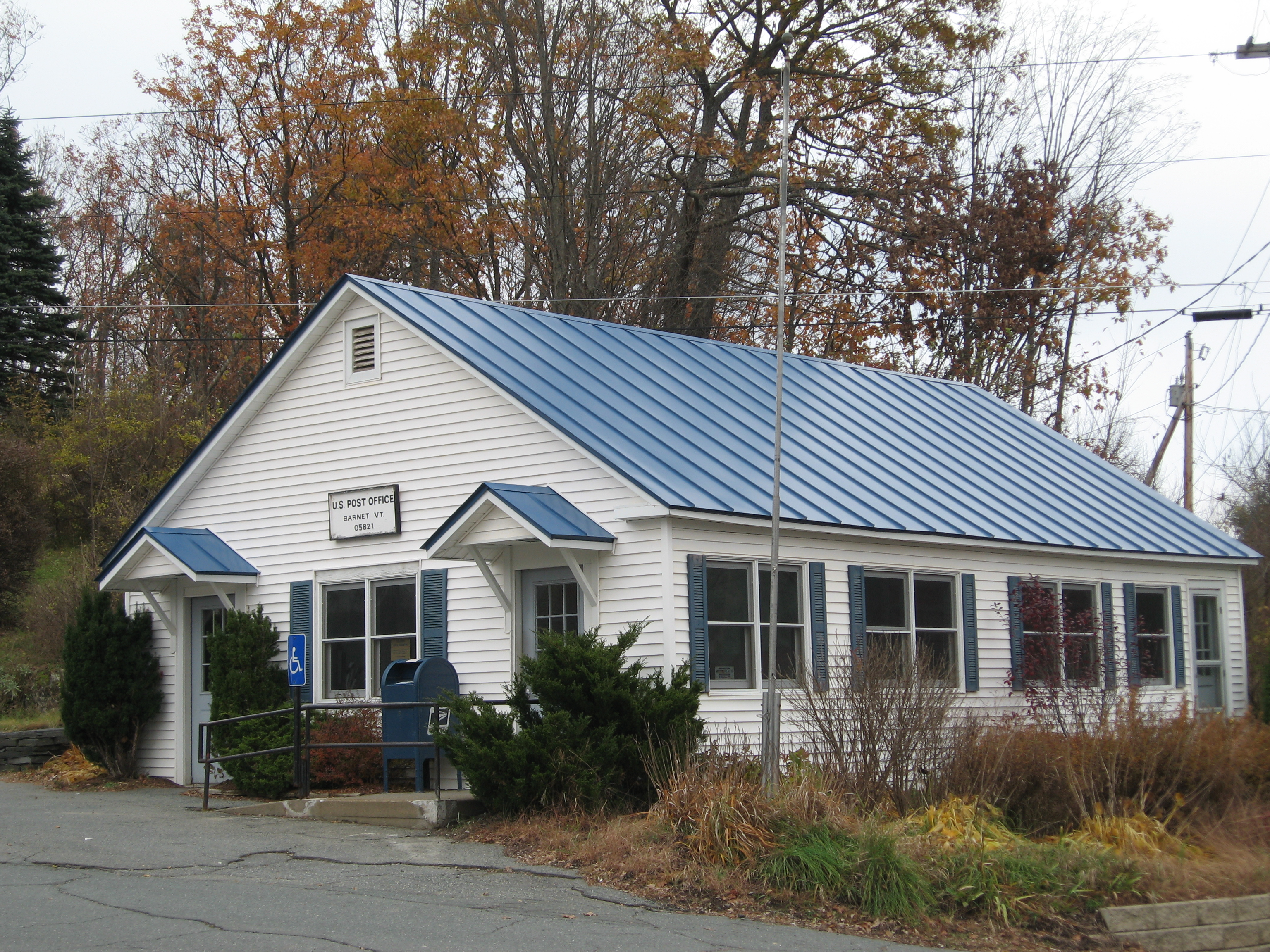
Le bureau de la poste à Barnet.

Une milice rattachée à l'Armée Britannique, les Rogers Rangers sont forcés de battre en retraite dans le comté après leur attaque sur Saint-François-du-Lac (en) en 1759. Pour confondre leurs poursuivants français, la compagnie s'est scindée.
En mars 1778, la région est divisée en deux comtés. En 1781, la législature du Vermont divise le comté le plus septentrional, le comté de Cumberland, en trois comtés : Windham, Windsor, et le reste du nord de l'ancien comté de Cumberland est appelé le comté d'Orange. Le 5 novembre 1792, la législature du Vermont divise les comtés de Chittenden et d'Orange en six comtés : Chittenden, Orange, Franklin-Calédonie, l'Essex, et Orléans.
En 2008, le comté est déclaré zone sinistrée par le gouvernement fédéral américain à la suite des tempêtes et des inondations qui ont eu lieu en juillet.

## Démographie
Le recensement de 2000 indique 29 702 personnes, 11 663 ménages, et 7895 familles résidant dans le comté. La densité de population était de 18 personnes par km². Au recensement de 2010, il y a une sensible augmentation de la population habitant le comté : 31227 résidents. Il est à noter que 3 100 vétérans militaires résident dans le comté. Autre fait notable : Anne Morrow Lindbergh est décédée à Passumpsic près de Barnet en 2001
- Sources du graphique des recensements[7],[8],[9].

## Politique fédérale
| Année | Démocrate   | Républicain |
| ----- | ----------- | ----------- |
| 2008  | 60.4% 8,900 | 37.1% 5,472 |
| 2004  | 50.0% 7,106 | 47.6% 6,765 |
| 2000  | 43.0% 5,859 | 49.5% 6,746 |

## Localités
- Barnet
- Burke
- Danville
- Groton
- Hardwick
- Kirby
- Lyndon
- Newark
- Peacham
- Ryegate
- Sheffield
- Saint-Johnsbury
- Stannard
- Sutton
- Walden
- Waterford
- Wheelock

## Comtés adjacents
- Comté d'Orleans (nord)
- Comté d'Essex (nord-est)
- Comté de Grafton, New Hampshire (est)
- Comté de Washington (sud-ouest)
- Comté d'Orange (sud-ouest)
- Comté de Lamoille (ouest)